# کلارنس مک‌کرو
کلارنس مک‌کرو (انگلیسی: Clarence McKerrow; ۱۸ ژانویهٔ ۱۸۷۷ – ۲۰ اکتبر ۱۹۵۹) بازیکن لاکراس و بازیکن هاکی روی یخ اهل کانادا بود.